# Jocara albimedialis
Jocara albimedialis är en fjärilsart som beskrevs av George Francis Hampson 1906. Jocara albimedialis ingår i släktet Jocara och familjen mott. Inga underarter finns listade i Catalogue of Life.